# Transportes em Campinas
Este verbete abrange os transportes no município brasileiro de Campinas em seus diversos modais.

## Aeroviário

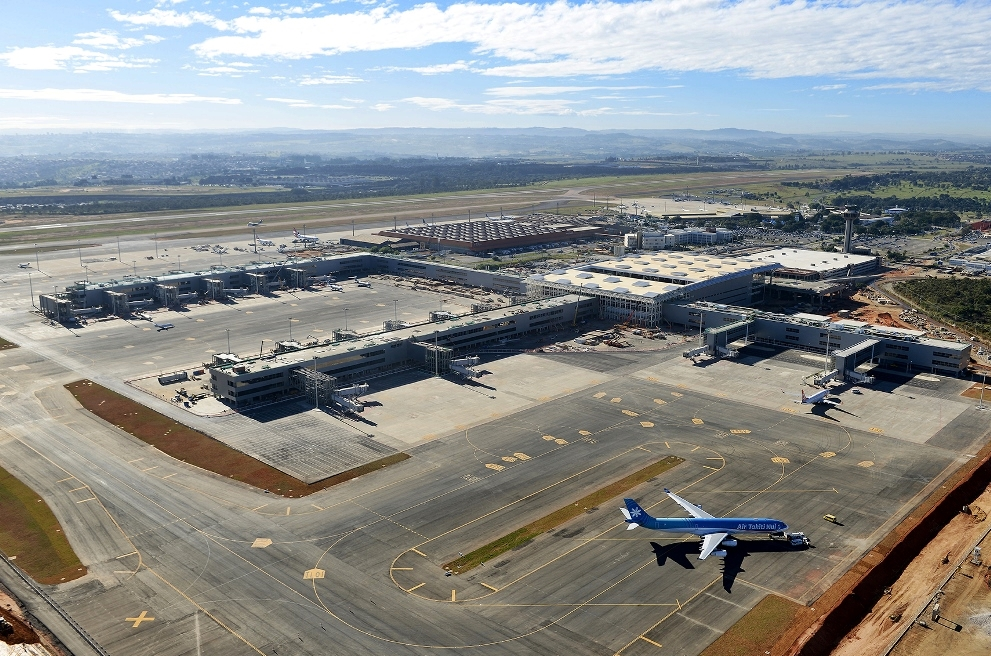
Aeroporto Internacional de Viracopos.

O Aeroporto Internacional de Viracopos/Campinas (IATA: VCP, ICAO: SBKP), localizado no extremo sul do município, é o segundo maior terminal aéreo de cargas do país, abarcando 18,1% do fluxo total de mercadorias nos aeroportos. Atualmente, de cada três toneladas de mercadorias exportadas e importadas no Brasil, uma passa por Viracopos. Constitui uma alternativa aeroviária para a região da Grande São Paulo.
Na região norte, localiza-se o Aeroporto Campo dos Amarais (IATA: CPQ, ICAO: SDAM), destinado aos aviões de pequeno e médio porte, assim como o ensino de pilotagem, sendo que está localizado a cerca de 8 km do centro da cidade.

## Ferroviário

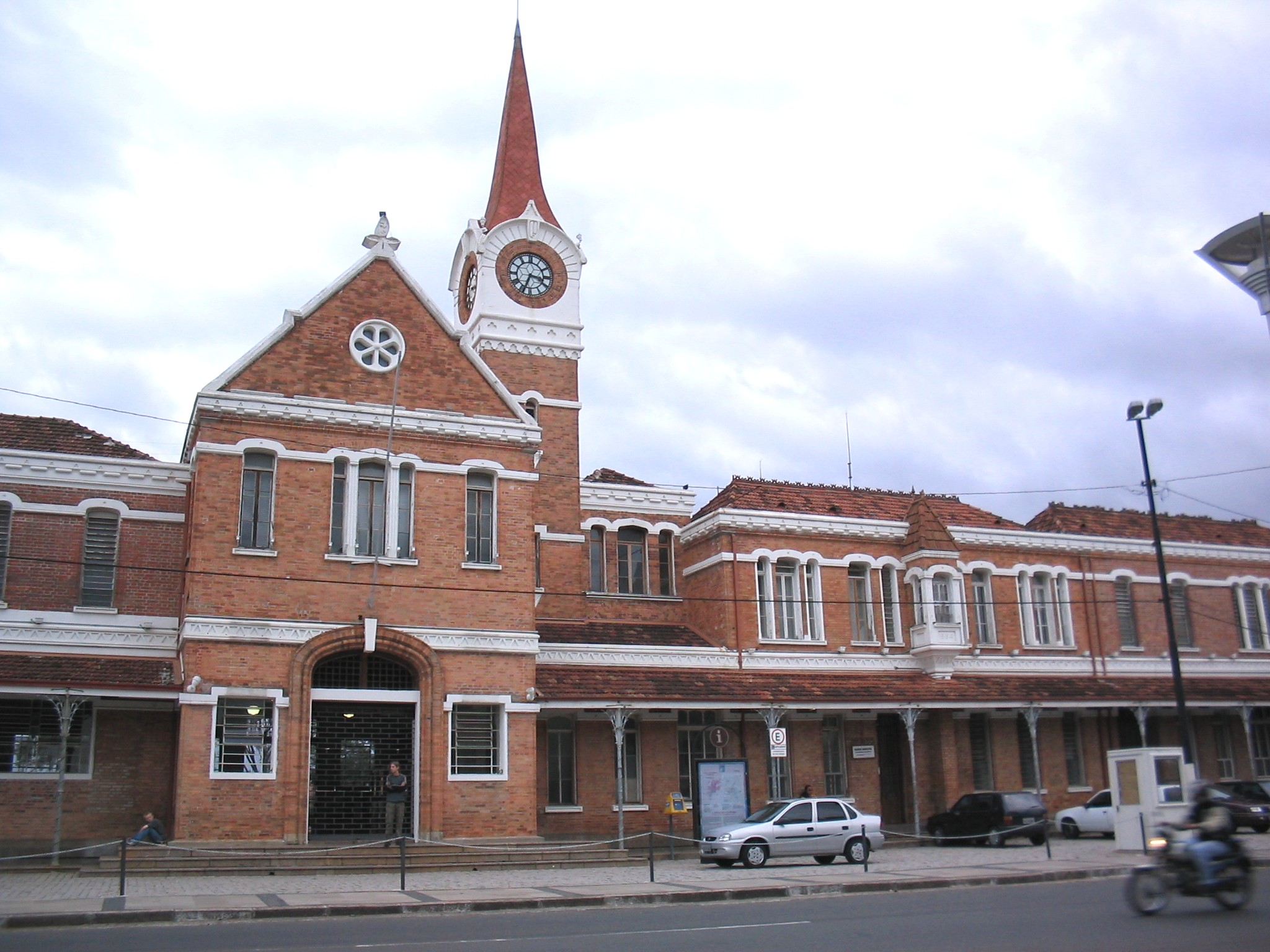
Estação Ferroviária de Campinas, atual Centro Cultural de Campinas.

Campinas foi um dos maiores entroncamentos ferroviários do estado de São Paulo. Os trilhos da Companhia Paulista de Estradas de Ferro chegaram à cidade em 1872, enquanto que os da Companhia Ytuana (posteriormente Estrada de Ferro Sorocabana) e os da Companhia Mogiana de Estradas de Ferro chegaram à cidade entre 1873 e 1875. Dali, partiam trilhos para o Sul de Minas Gerais (pela Mogiana), para o Interior do Estado e Mato Grosso do Sul (pela Paulista e pela Sorocabana) e duas pequenas linhas extintas: a Funilense ("Funil" era o nome da fazenda que daria o nome ao núcleo que originou o município de Cosmópolis).
Entre 1991 e 1995, operou em Campinas um transporte de média capacidade sobre trilhos, conhecido por veículo leve sobre trilhos, ou simplesmente VLT. Todavia, devido a diversos erros cometidos em sua implantação, como a ausência de integração com os ônibus e uma estação central em posição desvantajosa, a operação comercial foi deficitária, e o serviço descontinuado. A médio prazo é imprescindível que o projeto do VLT seja retomado e ampliado pelos governos, pois uma boa malha de transporte sobre trilhos resolveria parte dos problemas que Campinas enfrenta com a poluição e congestionamentos oriundos de uma frota crescente. Entretanto, a estrutura física do VLT foi retirada, desmanchada ou vandalizada e ainda continua sem uso. Há projetos para a utilização do leito para corredores de ônibus, dentre eles a implantação do Bus Rapid Transit (BRT, lit: "trânsito rápido de ônibus"), que, caso aprovada, será adotada inicialmente no corredor expresso da região Noroeste (o Corredor Campo Grande, na Avenida John Boyd Dunlop). Segundo a prefeitura, a cidade aguarda a liberação de verbas do Programa de Aceleração do Crescimento (PAC) II para o começo das construções.

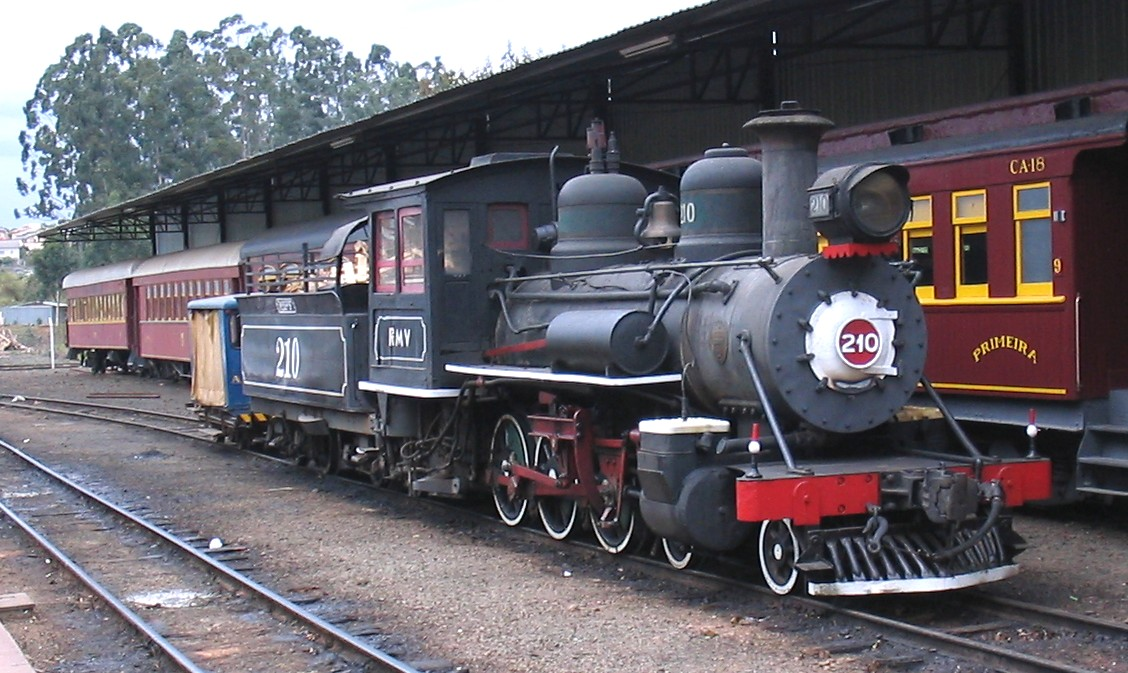
Locomotiva a vapor na Estação Anhumas.

Ainda há outros estudos e projetos na região envolvendo o transporte ferroviário que perambulam por várias instâncias de governo. O único que tem verba garantida por emenda parlamentar no Plano Plurianual 2012-2015 do governo federal, é a ligação ferroviária entre Amparo, Pedreira, Jaguariúna e Campinas para o transporte de cargas e passageiros. Especula-se que funcionará a partir de 2015.
No governo do Estado, dois projetos têm movimentado a região para que cheguem até Campinas. Um deles é o trem regional, planejado para ligar São Paulo a Jundiaí, e outro é o trecho da Companhia Paulista de Trens Metropolitanos (CPTM), que também chega a Jundiaí. O Sindicato dos Ferroviários da Paulista está em campanha pela extensão da CPTM até Campinas. A ideia é integrar com um transporte de qualidade o Aglomerado Urbano de Jundiaí a Região Metroplitana de Campinas, além de integrar a Campinas, via trem metropolitano, as cidades da parte sudeste da RMC. Assim, Vinhedo e Valinhos que pertencem a RMC, terão ligação direta a Campinas. O trem metropolitano noroeste teria sua extensão até Limeira, com estações em Hortolândia, Sumaré, Nova Odessa, Americana e Limeira. Incluindo Limeira e Piracicaba na contagem de população da parte noroeste da RMC, soma-se quase 1,5 milhão de habitantes.

## Rodoviário

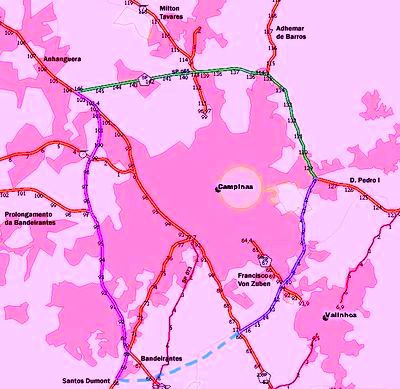
Anel viário de Campinas em sua totalidade
Trecho sul (em construção)
Trecho oeste (SP-348, SP-102/330, SP-330)
Trecho norte (SP-65)

A cidade é um dos maiores entroncamentos rodoviários do país, nela passando diversas rodovias. Algumas das mais importantes para a cidade são: a Rodovia Anhanguera (SP-330), que cruza a cidade; Rodovia dos Bandeirantes (SP-348), que passa na Região Sul da cidade; Rodovia Adalberto Panzan, principal ligação entre as rodovias Anhanguera e Bandeirantes; Rodovia Dom Pedro I (SP-065), termina na Anhanguera e atravessa a cidade sequencialmente nas direções leste, sul e sudeste; Rodovia Santos Dumont (SP-075), que segue no sentido norte-sul; Rodovia Adhemar de Barros (SP-340), que segue na direção norte; Rodovia Professor Zeferino Vaz (SP-332), que passa na direção noroeste; Rodovia Jornalista Francisco Aguirre Proença (SP-101), que segue na direção oeste; Rodovia José Roberto Magalhães Teixeira (SP-083), que serve de ligação entre a Rodovia Dom Pedro I e a Rodovia Anhanguera no sentido norte-sul; Rodovia Lix da Cunha (SP-73), que liga a cidade a Indaiatuba; e Rodovia Miguel Melhado Campos (SP-324), que conecta o centro do município de Vinhedo ao Aeroporto de Viracopos sem passar pela região central de Campinas, dando acesso apenas a bairros periféricos.
O Terminal Multimodal Ramos de Azevedo é a principal estação de transporte intermunicipal e interestadual da cidade de Campinas. Foi inaugurado em junho de 2008 para substituir o antigo terminal rodoviário da cidade – a Estação Rodoviária Dr. Barbosa de Barros – em função de não atender a demanda da cidade, da degradação, da falta de espaço e de condições para a operação das linhas, principalmente em horários de pico e vésperas de feriados.
Um dos principais cruzamentos da cidade é o Viaduto São Paulo, também conhecido como "Laurão" (em homenagem ao prefeito cuja administração realizou-se a obra, Lauro Péricles Gonçalves), que possui aproximadamente 340 metros e é destinado apenas ao uso de veículos e com duas faixas de cada lado, transpondo o vale do córrego Proença e passando por cima da junção da Via Norte-Sul e da Avenida Princesa D'Oeste, sendo que passam pelo viaduto em média 48 mil veículos por dia útil. Liga os bairros da Região Central (Centro, Cambuí e Bosque) aos bairros da Região Leste (Nova Campinas, Jardim das Paineiras, Gramado), à Rodovia Dom Pedro I (SP-65) e aos distritos de Sousas e Joaquim Egídio. Também se destaca o Complexo Viário Túnel Joá Penteado, que é formado por dois túneis, de 370 e 450 metros de comprimento, que ligam o Centro à Vila Industrial em Campinas.

### Urbano
A cidade conta com aproximadamente duzentas linhas de ônibus urbano (gerenciadas pela EMDEC) e cem linhas de ônibus metropolitanos e intermunicipais (gerenciadas pela EMTU-SP). O sistema municipal de transporte coletivo – Intercamp – pretende reduzir a competição entre os concessionários (também denominados perueiros) e as empresas de ônibus (duas empresas - VB e Onicamp – e dois consórcios – Concicamp e Urbcamp). Existem quatro terminais abertos ( Shopping Iguatemi, Shopping Dom Pedro, Central, e Mercado) e sete terminais fechados (Barão Geraldo, Nova Aparecida, Campo Grande, Vila União, Sousas, Ouro Verde, Itajaí e Vida Nova), além de algumas estações de transferência implantadas (Cidade Judiciária, Abolição, PUC) e em outras que estão em implantação, sem data definida.
Em 2010, foi implantado o Corredor Central, um corredor viário que privilegia o transporte coletivo nas avenidas centrais e que modificou o Rótula, sistema implantado em 1996 que colocou as duas pistas das avenidas Anchieta, Orozimbo Maia, Senador Saraiva, Morais Sales e Irmã Serafina com o tráfego no mesmo sentido com a introdução de faixas exclusivas e de faixas preferenciais para os coletivos, acessibilidade nos pontos e sinalização semafórica.
A frota municipal no ano de 2009 era de 615 962 veículos, sendo 457 529 automóveis, 16 091 caminhões, 2 550 caminhões trator, 40 344 caminhonetes, 2 884 micro-ônibus, 81 931 motocicletas, 10 163 motonetas, 4 316 ônibus e 154 tratores de roda. As avenidas duplicadas e pavimentadas e diversos semáforos facilitam o trânsito da cidade, mas o crescimento no número de veículos nos últimos dez anos está gerando um tráfego cada vez mais lento de carros, principalmente na Sede do município. Além disso, tem se tornado difícil encontrar vagas para estacionar no centro comercial da cidade, o que vem gerando alguns prejuízos ao comércio. A Empresa Municipal de Desenvolvimento de Campinas (EMDEC), subordinada à Secretaria Municipal de Transportes (Setransp), regulamenta e regulariza o sistema de transporte público, gerencia o trânsito e, através de seus Agentes de Trânsito, aplica autuações aos motoristas que cometem infrações de trânsito.
Está em implantação na cidade um sistema de transporte rápido por ônibus (BRT, Bus Rapid Transit), o BRT de Campinas, também chamado de "Rapidão", que terá três corredores (Perimetral, Campo Grande e Ouro Verde), com 4, 17,8 e 14,4 km de extensão, respectivamente. Parte do Corredor Campo Grande e todo o Corredor Perimetral usarão o antigo leito do VLT. O projeto tem previsão de inauguração para o primeiro semestre de 2020.

### Ciclovias

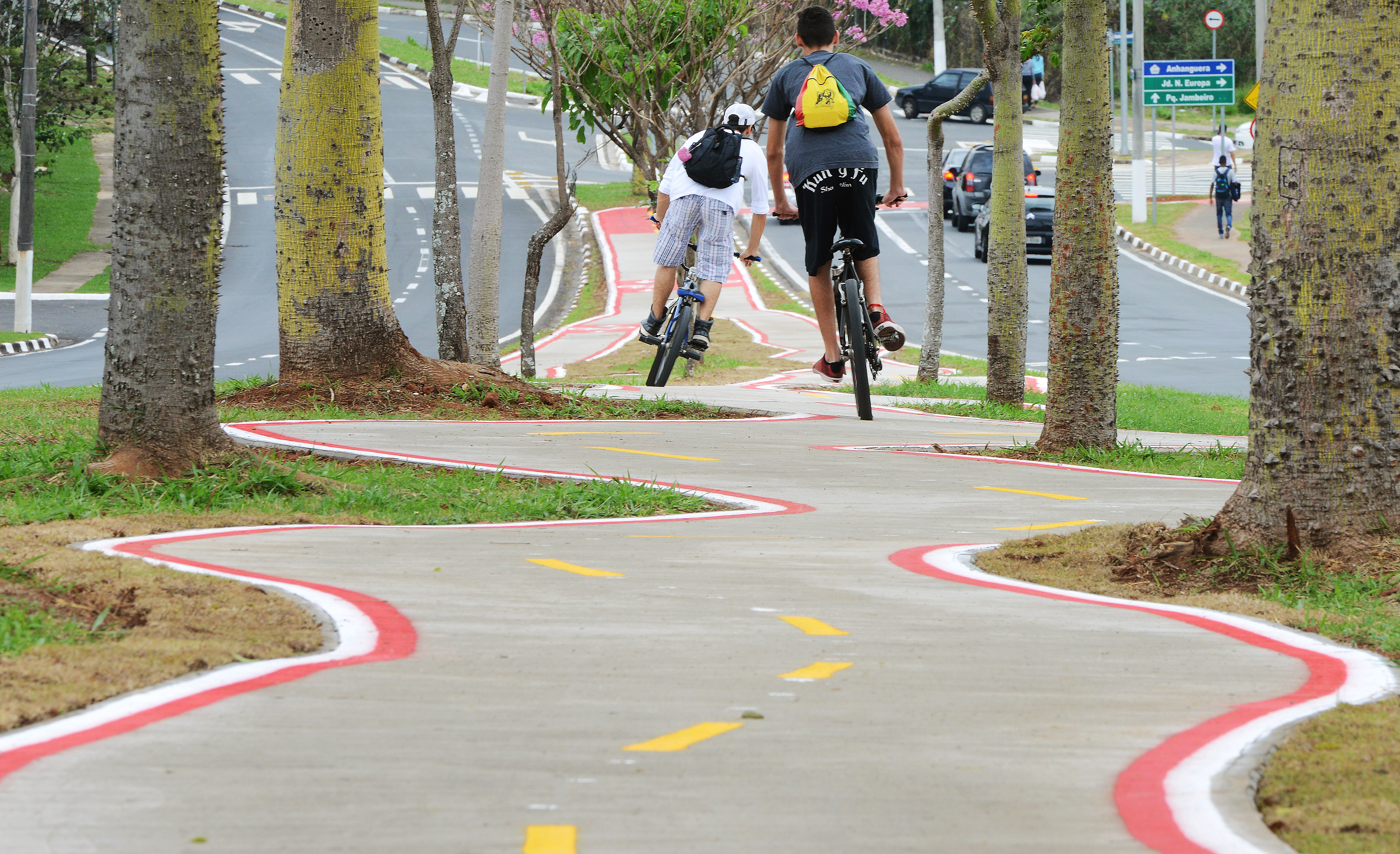
Ciclovia no Jardim Nova Europa

Até o ano de 2006, Campinas não possuía nenhuma ciclovia, somente uma ciclofaixa com aproximadamente 5 km em volta da Lagoa do Taquaral, instalada no início da década de 1990 e ampliada com a conclusão da Praça Arautos da Paz. Em 2006 foram instaladas ciclovias no canteiro central da Avenida Atílio Martini, no distrito de Barão Geraldo e outra ciclovia nos dois sentidos da Estrada dos Amarais. Até 2015, Campinas não figurava no ranking das cidades com as maiores estruturas cicloviárias do Brasil.
A partir de 2014 houve um crescente investimento na criação de novas ciclovias por toda a cidade, graças ao Plano Cicloviário lançado no mesmo ano. O plano contempla a implantação de mais 188 km de pistas destinadas à circulação de bicicletas e o projeto está dividido em 4 fases. Desde o início da implantação do plano, foram construídas as ciclovias: do Campo Grande (5,12 km); de Barão Geraldo (1,9 km); do Jardim Aurélia (1,3 km); na Avenida Washington Luiz (1,4 km); na Avenida Baden Powell (2,3 km); na Avenida Theodureto de Almeida Camargo (1,6 km); na Avenida José de Souza Campos, na Norte-Sul (1,3 km); na Avenida Isaura Roque Quércia, continuação da Mackenzie (6,7 km); e três trechos de ciclovias no Distrito de Nova Aparecida (2 km).
Em 2020 Campinas já conta com quase 46 km acumulados de rotas cicloviárias (ciclovias, ciclofaixas, ciclorrotas e calçadas compartilhadas) em toda cidade. Nesse mesmo ano a Empresa Municipal de Desenvolvimento de Campinas projetava entregar 40% do Plano Cicloviário.